# A Time for Love
『A Time for Love』（ア・タイム・フォー・ラヴ）は、松田聖子通算23枚目・クリスマス企画アルバム。1993年11月21日発売。発売元はSony Records。

## 解説
本作のために書き下ろされた楽曲を収録した、クリスマス向けのオリジナル・アルバム。日本語詞/英語詞の2ヴァージョン収録楽曲を含む。
アルバム『1992 Nouvelle Vague』からシングルカットされた「あなたのすべてになりたい」英語詞ヴァージョンを収録。日本語詞版は未収録。
ジャケット、歌詞カード内のアーティスト・フォト撮影は篠山紀信。

## 収録曲
特記以外全作詞:Seiko Matsuda　全作曲:Seiko Matsuda・Ryo Ogura　
1. Together for Christmas　（3:40）
  - 編曲:Yuji Toriyama
  - 冬唄コンピレーション・アルバム『Winter Tales』（1996.11.1）に収録。
  - 2015年にはイオングループ「イオンのクリスマスケーキ」「ボイルアメリカンロブスター」コマーシャルソングに使用。
2. 夜空へドライブ ～A wink to Santa　（4:10）
  - 編曲:Ryo Ogura
3. You're My World ～微笑みにかえて　（4:50）
  - 編曲:Ryo Ogura
4. Time for Love (English version)　（4:43）
  - 作詞:Alan Reed　編曲:Ryo Ogura
  - アラン・リードとのデュエット。
5. Forever Your Everything ''あなたのすべてになりたい'' (English Version)　（4:13）
  - 作詞:Alan Reed　編曲:Yuji Toriyama
6. Through Your Love　（5:13）
  - 編曲:Yuji Toriyama
7. When I Met You ～恋の予感　（4:23）
  - 編曲:Ryo Ogura
  - ベスト・アルバム『Dear』（1997.11.21）に収録。
8. 外は白い雪　（4:50）
  - 編曲:Ryo Ogura
9. Time for Love　（4:24）
  - 編曲:Ryo Ogura
  - 15周年記念ベスト『Bible II』（1994.12.1）に収録された。
10. You're My World (English version)　（4:50）
  - 作詞:Alan Reed　編曲:Ryo Ogura

## 関連作品
- Together for Christmas
  - Winter Tales
  - Seiko Matsuda Christmas Songs
  - SEIKO STORY〜90s-00s HITS COLLECTION〜
- 夜空へドライブ 〜A wink to Santa
  - Seiko Matsuda Christmas Songs
- You're My World ～微笑みにかえて～
  - Ballad 〜20th Anniversary
- あなたのすべてになりたい （「Forever Your Everything」原曲）
  - シングル「あなたのすべてになりたい#関連作品」を参照されたい
- When I Met You ～ 恋の予感　
  - Dear
- 外は白い雪　
  - Winter Tales
  - Seiko Matsuda Christmas Songs
- Time for Love　
  - Bible II

## 関連人物
- 小倉良
- 鳥山雄司